# Louis Bignon (restaurateur)
Pour les articles homonymes, voir Louis Bignon et Bignon.
Louis Bignon, né à Hérisson le 26 juin 1816 et mort le 18 mai 1906 à Macau (Gironde), est un restaurateur français, propriétaire du Café Riche à Paris à partir de 1847.

## Biographie
Fils d’un boucher d’Hérisson, orphelin à l'âge de treize ans, Louis Bignon devient garçon de café à Paris dans plusieurs établissements célèbres. Il commence par acheter et redresser avec son frère Jules le Café Foy de la rue de la Chaussée-d'Antin (no 2) qui ne doit pas être confondu avec le Café de Foy du Palais-Royal. En 1847, il cède sa part à son jeune frère et achète le Café Riche, situé boulevard des Italiens, dont il réussit à faire le restaurant le plus réputé de Paris. Sa fortune devient considérable.
Le 28 septembre 1843 à Versailles, il avait épousé Sophie Antoinette Javon.
En 1849, il achète 480 hectares de terres agricoles à Theneuille dans l'Allier où il s'investira dans la modernisation de l'agriculture. Il assainit et met en culture des terrains marécageux ou couverts de broussailles. Il se soucie d'améliorer la condition de ses métayers par des contrats plus justes et un habitat plus salubre et plus confortable ; il suit de près l'exploitation des terres et l'achat du bétail. Il est président du Comice agricole de Cérilly. Il sera l'un des membres fondateurs de la Société des agriculteurs de France. « Il réussit avec autant de bonheur dans l'agriculture que dans la restauration, recevant de nombreuses récompenses lors des concours agricoles nationaux. »
En août 1868, Louis Bignon est décoré de l'ordre de la Légion d'honneur. Il est ainsi le premier restaurateur a recevoir cette décoration. Le 20 octobre 1878, il est promu officier sur proposition du ministre de l'Agriculture.
Il fut un temps propriétaire du château d'Hérisson qu'il légua au Touring club de France.
Président de l'Union syndicale des restaurateurs et limonadiers du département de la Seine, il vend le Café Riche en 1880. Celui-ci devient alors Chez Paillard (aujourd'hui Bistro Romain).
Louis Bignon meurt le 18 mai 1906 dans son château de La Houringue à Macau (Gironde), château et domaine viticole qu'il avait acquis en 1874,,.
Il est évoqué par Jules Verne dans le premier chapitre de son roman Les Tribulations d'un Chinois en Chine,